# Zur Autobahn 1 (Dölbau)

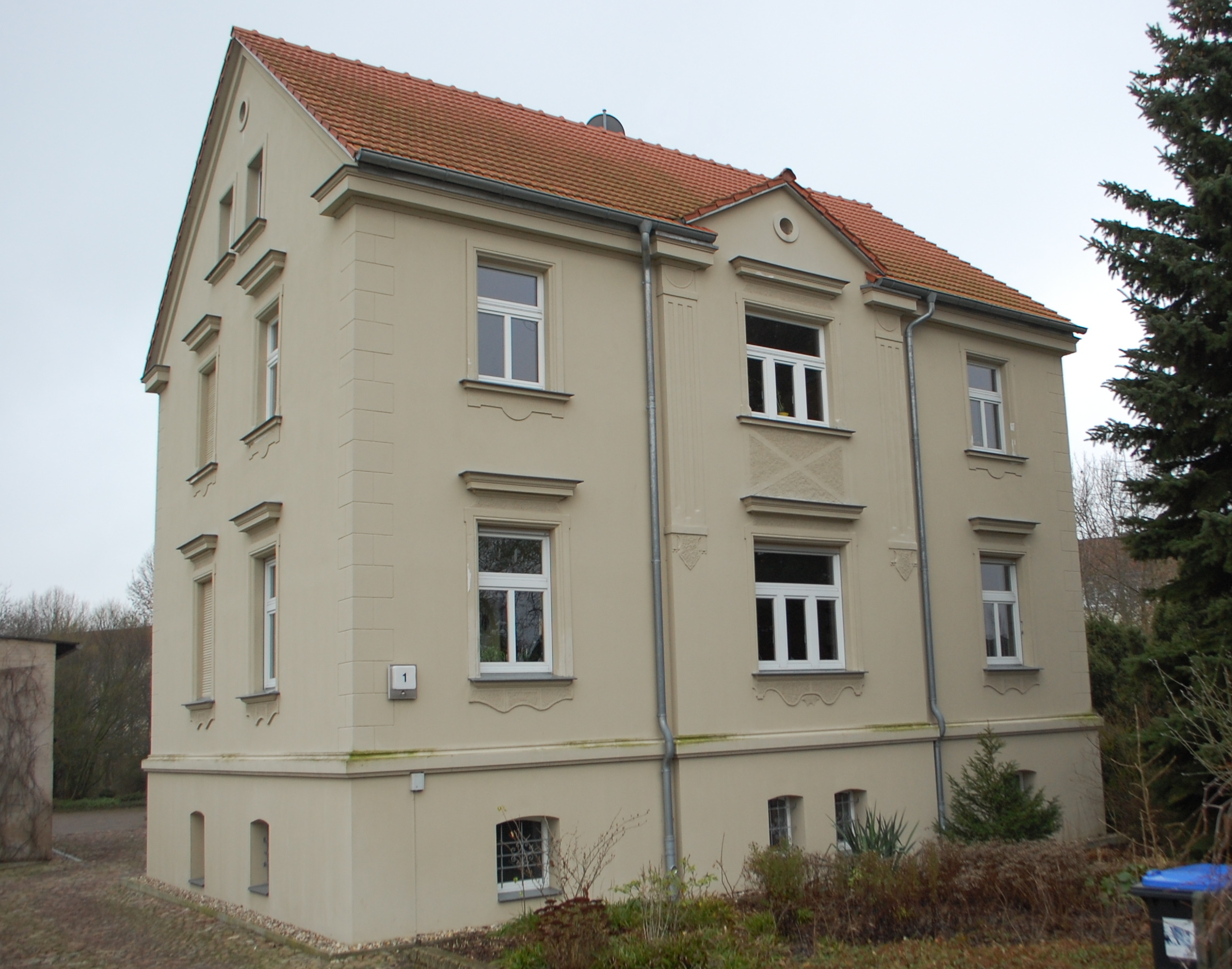
Haus Zur Autobahn 1

Das Haus Zur Autobahn 1 ist ein denkmalgeschütztes Gebäude im zur Gemeinde Kabelsketal gehörenden Dorf Dölbau in Sachsen-Anhalt.

## Lage
Im Denkmalverzeichnis der Gemeinde Kabelsketal ist das am Ostrand des Dorfes gelegene, einzelnstehende Gebäude als Wohnhaus eingetragen.

## Architektur und Geschichte
Der verputzte Bau wurde im Jahr 1906 errichtet. Die Fassade des Hauses weist zierende Elemente in Formen des Jugendstils auf. Neben der auf der Hofseite befindlichen Hauseingangstür ist insbesondere ein farbiges Glasfenster im Treppenhaus bemerkenswert. Auch Teile der Innenausstattung sind noch bauzeitlichen Ursprungs.